# Szilágyi Bálint
Szilágyi Bálint (Budapest, 1991. május 15. –) magyar színházrendező, egyetemi tanár.

## Életpályája
1991-ben született. 2010–2011-ben a Bécsi Egyetemen germanisztikát tanult. 2011–2012-ben az ELTE magyar szakos hallgatója volt. 2012–2017 között a Színház- és Filmművészeti Egyetem színházrendező szakán, bábrendező szakirányon tanult Csizmadia Tibor és Csató Kata osztályában. Szabadúszó rendezőként dolgozik.
2019-től a Színház- és Filmművészeti Egyetem osztályvezető tanára.

## Rendezései
| Színház                       | Szerző              | Cím                              |
| ----------------------------- | ------------------- | -------------------------------- |
| Csokonai Színház              | Martin McDonagh     | Leenane szépe                    |
| Pagony és FÜGE Produkció      | Adrienn Vadadi      | Matricás Laci és a nagy zenebona |
| 6Szín Teátrum                 | Petőfi Sándor       | Az apostol                       |
| Móricz Zsigmond Színház       | Jens Raschke        | Alszanak a halak?                |
| Radnóti Színház               |                     | Urbi Et Orbi - Síremlé           |
| Nagyváradi Szigligeti Színház | O. Horváth Sári     | Gyerekjáték                      |
| Radnóti Színház               | Nick Payne          | Csillagképek                     |
| Radnóti Színház               |                     | SzínArany                        |
| Ódry Színpad                  | Marieluise Fleisser | Az ingolstadti invázió           |
| Ódry Színpad                  | Carl Zuckmayer      | A köpenicki kapitány             |
| Budapest Bábszínház           | Lázár Ervin         | A legkisebb boszorkány           |
| Állami Operaház               | Donizetti           | Bolondokháza                     |
| Ódry Színpad                  | Jens Raschke        | Alszanak a halak?                |
| Vaskakas Bábszínház           | La Fontaine         | La Fontaine mesék                |
| Hybridkult Produkció          | Janikovszky Éva     | Az úgy volt...                   |